# Роберт Мітчем
Роберт Чарльз Дермен Мітчем (англ. Robert Charles Durman Mitchum; 6 серпня 1917 — 1 липня 1997) — американський актор, сценарист, продюсер, співак. Актор посів 23 позицію у списку 100 найвизначніших зірок американського кіно за 100 років, складеним Американським інститутом кіномистецтва. Лауреат премії «Золотий глобус» за внесок у кіномистецтво (1992). Знімався у фільмах напрямку «нуар» (наприклад, «З минулого»), в 1950-ті — 1960-ті роки грав, в основному, негативних персонажів («Мис страху»). Особливо відомі також ролі Мітчема у фільмах «Ніч мисливця» Чарльза Лотона, «Якудза» Сідні Поллака, «Мрець» Джима Джармуша. Мітчем також автор і виконавець пісень у стилі кантрі.

## Біографія

### Дитинство і юність
Роберт Чарльз Дермен Мітчем народився 6 серпня 1917 року в Бріджпорті, Коннектикут. У сім'ї він був другою дитиною і старшим сином. Мати — Енн Гаррієт Гундерсон (англ. Ann Harriet Gunderson), норвезька іммігрантка і дочка капітана морського флоту, батько — Джеймс Томас Мітчем (англ. James Thomas Mitchum), який працював на верфі і залізниці, тому родина переїхала в Південну Кароліну. У Роберта також була старша сестра Аннетт, яка виступала під артистичним псевдонімом Джулі Мітчем (англ. Julie Mitchum) (23 липня 1914 або 1913 — 21 лютого, 2003), вона прожила майже 90 років і померла від хвороби Альцгеймера.
Батько актора загинув у залізничній катастрофі у Чарлстоні (Південна Кароліна) в лютому 1919 року, так і не дізнавшись, що дружина вагітна. Дитина народилася у вересні того ж року і стала актором Джоном Мітчемом (англ. John Mitchum) (6 вересня 1919 — 29 листопада 2001). Після смерті чоловіка Енн Гаррієт ростила трьох дітей на державну пенсію і переїхала до батьків в Коннектикут, де одружилася з відставним майором британської армії.
Роберт відрізнявся норовистим і запальним характером, неодноразово встрягав у вуличні бійки і постійно конфліктував в школі. У 12 років, за наполяганням матері, він переїхав до дідуся в Фелтон, Делавер. Навчання не склалося, його виключили зі школи за бійку з директором. Через рік, 1930-го, він разом зі старшою сестрою Аннет опинився в Нью-Йорку, емігрантському районі Мангеттена, відомому як «Пекельна Кухня» (англ. New York's Hell's Kitchen), але його знову виключили зі школи, і Роберт пустився в мандри. Він «зайцем» подорожував всією країною, ураженою Великою депресією, і перебивався випадковими заробітками — копав канави і боксував. 14-річного Роберта заарештували за бродяжництво, закували в кайдани і відправили на громадські роботи, але він утік і повернувся до своєї сім'ї заліковувати рани, через які мало не втратив ногу. Саме в цей час він познайомився з Дороті Спенс (англ. Dorothy Spence), із котрою пізніше одружився. Незабаром Роберт повернувся до бродячого життя і 1936-го року опинився в Каліфорнії, куди згодом перебралася сім'я Мітчемів.

### Початок кар'єри та народна слава
Сестра переконала Роберта приєднатися до театру, де грала сама під сценічним псевдонімом Джулі. Роберт став працювати актором, робітником сцени, і навіть написав кілька п'єс, та складав номера для Джулі. У 1940 році Роберт повернувся за Дороті, одружився з нею і повіз із собою до Каліфорнії. Вони чекали народження первістка, і Роберт влаштувався на стабільну роботу на авіабудівному заводі, але в результаті нервового зриву тимчасово осліп. Це навело його на думку пошукати роботу в кіноіндустрії, що мало успіх — після зустрічі з продюсером Мітчем отримав роботу, зігравши декількох лиходіїв в ковбойських фільмах. У 1944-му він взяв участь у зйомках військової драми «Тридцять секунд над Токіо», що приємно вразило керівників кіностудії «RKO Radio Pictures», підписавши з Мітчемом контракт на 7 років. Несподівано для себе Роберт став майже зіркою малобюджетних вестернів, особливо, екранізацій романів Зейна Грея.
Фільмом, що приніс Мітчему національну славу та перші великі гроші і перелом у кар'єрі, стала військова драма «Історія рядового Джо». У першу чергу, Роберт Мітчем відомий своїми ролями в жанрі нуар. Серед найкращих зразків цього жанру з його участю — фільми: «Підводна течія», «Медальйон», «Переслідуваний», «Перехресний вогонь», «З минулого», «Кров на Місяці», «Рейчел і незнайомець» і «Велика крадіжка».
1 вересня 1948-го Мітчем був заарештований на одній з голлівудських вечірок за зберігання марихуани. Він провів 43 дні у в'язниці, але це ніяк не позначилося на кар'єрі і популярності актора. Мітчем вперше знявся в телесеріалі тільки в 1983 році, серіал «Вітрами війни». Всього на його рахунку більше 130 ролей. Одна з останніх робіт — культовий фільм Джима Джармуша «Мрець», де Мітчем зіграв багатого мерзотника Дикенсона, що пустив трьох головорізів по сліду головного героя.

### Особисте життя

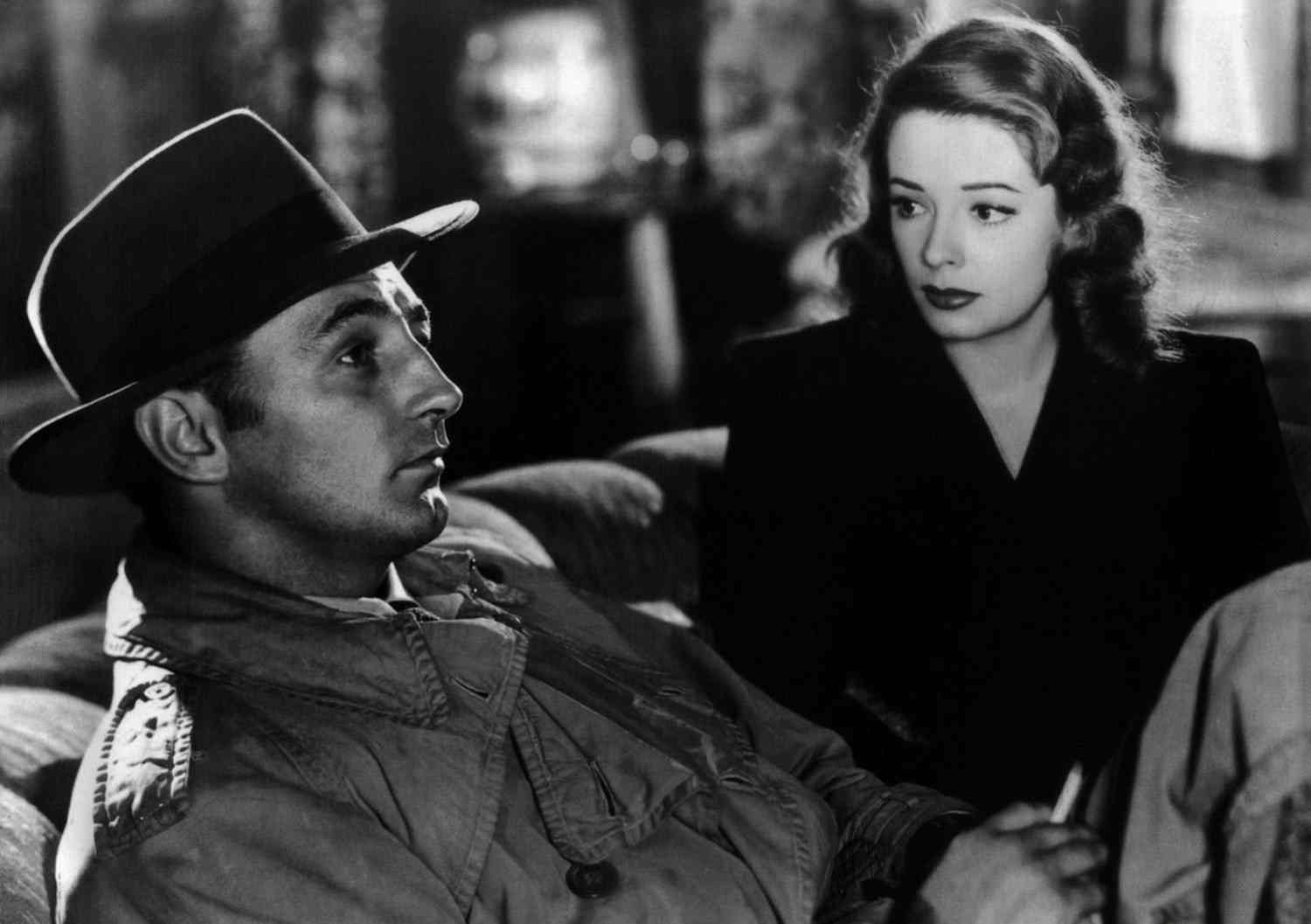
Роберт Мітчем і Джейн Ґрір у фільмі «З минулого»

У Роберта і Дороті було троє дітей — сини Джеймс (англ. James Mitchum), Крістофер (англ. Christopher Mitchum), що стали теж акторами, і дочка Петрина (англ. Petrina (Trina) Mitchum), кар'єра в кіно не склалася. Онуки: Бентлі (англ. Bentley Mitchum) і Кері (англ. Carrie Mitchum), які теж вибрали акторську професію. Роберт Мітчем помер 1 липня 1997 року, у віці 79 років, в Санта-Барбарі, штат Каліфорнія. Причиною смерті стали ускладнення раку легенів і емфізема.

### Оцінка творчості
Сьогодні критики розглядають Роберта Мітчема як одного з найкращих акторів Золотого століття Голлівуду. Відомий телеведучий Ларрі Кінг якось сказав, що дуже складно було взяти інтерв'ю у Роберта Мітчема. Він був скромною і небагатослівною людиною і на більшість питань відповідав просто «так» або «ні». В іншому інтерв'ю актор сказав, що вміє грати двома способами — «на коні» і «без нього». Деяких колег актора дуже дратувала — легкість, з якою працював Роберт Мітчем. Сам він вважав, що в акторській професії немає нічого складного, та так воно для нього і було, адже Мітчем був природженим актором.

### Цікаві факти
- Зріст Роберта Мітчема — 185 см.

## Фільмографія
- 1943: «Людська комедія» / The Human Comedy — Квентін «Кінь» Гілфорд
- 1943: «Гоппі виконує судову постанову» / Hoppy Serves a Writ — Рігні
- 1943: «Повітряний стрілець» / Aerial Gunner — сержант Бенсон
- 1943: «Прикордонний патруль» / Border Patrol — Квінн
- 1943: «Наступна група» / Follow the Band — Тейт Вінтерс
- 1943: «Шкіряні стрільці» / The Leather Burners — Хенчмен Рендалл
- 1943: «Ми ніколи не будемо заздрити» / We've Never Been Licked — жебрак Мітчел
- 1943: «Стежка самотньої зірки» / The Lone Star Trail — Бен Слоукем
- 1943: «За останній рубіж» / Beyond the Last Frontier — Тріггер Долан
- 1943: «Корвет К-225» / Corvette K-225 — Шеппард
- 1943: «Ірландські хлопчики з тіста» / Doughboys in Ireland — Ерні Джоунс
- 1943: «Сапер» / Minesweeper — моряк Чак Райєн
- 1943: «Танцюючі майстри» / The Dancing Masters — Міккі Халіген
- 1943: «Крик Хавока» / Cry 'Havoc' — вмираючий солдат «Я в порядку»
- 1943: «Вершники» / Riders of the Deadline — Нік Драго
- 1943: «Гун Хо» / Gung Ho! — «Залізна Свиня» Метьюз
- 1944: «Джонні не живе тут більше» / Johnny Doesn't Live Here Anymore — Джефф Деніелз
- 1944: «Винкль йде на війну» / Mr. Winkle Goes to War — капрал
- 1944: «Незнайомці Меррі» / When Strangers Marry — Фред Грем
- 1944: «Дівчина Раш» / Girl Rush — Джиммі Сміт
- 1944: «Тридцять секунд над Токіо» / Thirty Seconds Over Tokyo — Боб Грей
- 1944: «Невада» / Nevada — Джим «Навада» Лейсі
- 1945: «Історія Г. І. Джо» / The Story of G.I. Joe — лейтенант / капітан Білл Уокер
- 1945: «На захід від Пекоса» / West of the Pecos — Пекос Сміт
- 1946: «До кінця часу» / Till the End of Time — Вільям Тейбшоу
- 1946: «Мінімальний струм» / Undercurrent — Майкл Герроуей
- 1946: «Медальйон» / The Locket — Норман Клайд
- 1947: «Переслідуваний» / Pursued — Джеб Ренд
- 1947: «Перехресний вогонь» / Crossfire — сержант Пітер Кілі
- 1947: «Моя Дезіре» / Desire Me — Поль Обер
- 1947: «З минулого» / Out of the Past — Джефф Бейлі
- 1948: «Рейчел і незнайомець» / Rachel and the Stranger — Джим Фервейвз
- 1948: «Кров на Місяці» / Blood on the Moon — Джим Геррі
- 1949: «Червона поні» / The Red Pony — Біллі Бак
- 1949: «Велика сталь» / The Big Steal — лейтенант Дьюк Хеллідей
- 1949: «Свята справа» / Holiday Affair — Стів
- 1950: «Де живе небезпека» / Where Danger Lives — лікар Джефф Камерон
- 1951: «Заборонене минуле» / My Forbidden Past — Марк Лукас
- 1951: «Жінка його мрії» / His Kind of Woman — Ден Мілнер
- 1951: «Ракетка» / The Racket — капітан Томас Макквігг
- 1952: «Макао» / Macao — Нік Кокран
- 1952: «Одна хвилина до нуля» / One Minute to Zeroполковник — Стів Яновський
- 1952: «Чоловіки» / The Lusty Men — Джеф МакКлауд
- 1952: "Ангельське обличчя"Angel Face — Френк Джессап
- 1953: «Білий знахар» / White Witch Doctor — Джон «Лонні» Даглас
- 1953: «Другий шанс» / Second Chance — Расс Ламберт
- 1954: «Вона не могла сказати ні» / She Couldn't Say No — Роберт Селлерс
- 1954: «Річка повернення немає» / River of No Return — Метт Колдер
- 1954: «Колія кота» / Track of the Cat — Курт Бріджес
- 1955: «Не як чужий» / Not as a Stranger — Лукас Марш
- 1955: «Ніч мисливця» / The Night of the Hunter — Гаррі Пауелл
- 1955: «Людина з рушницею» / Man with the Gun — Клінт Толлінджер
- 1956: «Зарубіжна інтрига» / Foreign Intrigue — Дейв Бішоп
- 1956: «Бандит» / Bandido — Вілсон
- 1957: «Хіба що небеса знають, містер Еллісон» / Heaven Knows, Mr. Allison — капрал Еллісон
- 1957: «Вогонь з пекла» / Fire Down Below — Фелікс Бауерс
- 1957: «Ворог нижче» / The Enemy Below — лейтенант-коммандер Мюррелл
- 1958: «Грім дороги» / Thunder Road — Лукас «Люк» Дулін
- 1958: «Мисливці» / The Hunters — майор Клів Семілл
- 1959: «Енгрі Хіллз» / The Angry Hills — Майк Моррісон
- 1959: «Чудова країна» / The Wonderful Country — Мартін Брейді
- 1960: «Головна з Хілл» / Home from the Hill — капітан Уейд Ганнікат
- 1960: «Люта краса» / A Terrible Beauty — Дермотт О'Нейл
- 1960: «Сандоунери» / The Sundowners — Педд Кармоді
- 1960: «Зелена трава» / The Grass Is Greener — Чарльз Делакро
- 1961: «Останні часи Арчі» / The Last Time I Saw Archie — Арчі Холл
- 1962: «Мис страху» / Cape Fear — Макс Кейді
- 1962: «Найдовший день» / The Longest Day — генерал-майор Норман Д. Кота
- 1962: «Двоє на гойдалках» / Two for the Seesaw — Джеррі Райен
- 1963: «Список посланця Едріана» / The List of Adrian Messenger — камео
- 1963: «Сузір'я овена» / Rampage — Геррі Стентон
- 1963: «Людина в середині» / Man in the Middle — лейтенант-полковник Барні Адамс
- 1964: «Гарної дороги!» / What a Way to Go! — Род Андерсон-молодший
- 1965: «Містер Мозес» / Mister Moses — Джо Мозес
- 1967: «Дорога на захід» / The Way West — Дік Саммерс
- 1967: «Ельдорадо» / El Dorado — шеріф Джей-Пі Гаррі
- 1968: «Вілла Райдерз» / Villa Rides — Лі Арнольд
- 1968: «5-зірковий номер» / 5 Card Stud — Джонатан Радд
- 1968: «Анціо» / Anzio — Дік Енніс, військовий кореспондент
- 1968: «Секретна церемонія» / Secret Ceremony — Альберт
- 1969: «Молодий Біллі» / Young Billy Young — Бен Кейн
- 1969: «Хороші хлопці і погані хлопці» / The Good Guys and the Bad Guys — Джим Флегг
- 1970: «Дочка Райана» / Ryan's Daughter — Чарльз Шонессі
- 1971: «Повернення додому» / Going Home — Геррі Грехем
- 1972: «Гнів Божий» / The Wrath of God — Олівер ван Хорн
- 1973: «Друзі Едді Койла» / The Friends of Eddie Coyle — Едді Койл
- 1974: «Якудза» / The Yakuza — Гаррі Кілмер
- 1975: «Прощавай, моя красуне» / Farewell, My Lovely — Філіп Марлоу
- 1976: «Мідвей» / Midway — віце-адмірал Вільям Голсі
- 1976: «Останній магнат» / The Last Tycoon — Пет Бреді
- 1977: «Амстердамське вбивство» / The Amsterdam Kill — Леррі Квінлен
- 1978: «Великий сон» / The Big Sleep — Філіп Марлоу
- 1978: «Матильда» / Matilda — Дюк Паркхьорст
- 1979: «Прорив» / Breakthrough — полковник Роджерс
- 1980: «Агентство» / Agency — Тед Квінн
- 1980: «Нічний вбивця» / Nightkill — Доннер / Родрігес
- 1982: «Чемпіонат сезону» / That Championship Season — суддя Деланей
- 1982: «Одна частка його робить вбивство» (ТБ) / One Shoe Makes It Murder — Гарольд Шільман
- 1983: «Вбивця в сім'ї» (ТБ) / A Killer in the Family — Гері Тайзон
- 1983: «Вітри війни» (серіал) / The Winds of War — Віктор Генрі
- 1984: «Посол» / The Ambassador — Пітер Хеккер
- 1984: «Коханці Марії» / Maria's Lovers — батько Івана
- 1985: «Північна і Південна» (ТВ серіал) / North and South — Патрік Флінн
- 1985: «Обіцяє тримати» / Promises to Keep — Джек Палмер
- 1985: «Реюньйон у полум'ї» / Reunion at Fairborough — Карл Хоструп
- 1986: «Томпсон останнього запуску» (ТБ) / Thompson's Last Run
- 1987: «Згадуючи Мерилін» (документальний)
- 1988: «Праведник» (серіал) / The Equalizer — Річард Дайсон
- 1988: «Війна і спогад» (серіал) / War and Remembrance — Віктор Генрі
- 1988: «Пан Норт» / Mr. North — містер Босуорт
- 1988: «Скнара» / Scrooged — Престон Райнлендер
- 1989: «Братство Рози» (ТБ) / Brotherhood of the Rose — Джон Еліот
- 1989: «Джон Х'юстон» (документальний)
- 1990: «Нічний попутник» / Midnight Ride — доктор Харді
- 1990: «Плануючи поїздку»
- 1990: «Неймовірно Небезпечний»
- 1991: «Мис страху» / Cape Fear — лейтенант Елгарт
- 1992: «Сім смертних гріхів» / Les sept péchés capitaux
- 1993: «Тумстоун» / Tombstone — оповідач
- 1993: «Жінка бажання» / Woman of Desire — Волтер Дж. Гілл
- 1995: «Вогонь!» / Backfire! — маршал Марк Маршал
- 1995: «Мрець» / Dead Man — Джон Дікінсон, власник металовидобувної шахти
- 1995: «В очікуванні заходу»
- 1996: «Дикий Білл» (документальний)